# کروتوفکا
کروتوفکا (به لاتین: Krotovka) یک منطقهٔ مسکونی در روسیه است که در سرزمین آلتای واقع شده‌است.